# Pirata werneri
Pirata werneri är en spindelart som först beskrevs av Roewer 1960.  Pirata werneri ingår i släktet Pirata och familjen vargspindlar.
Artens utbredningsområde är Marocko. Inga underarter finns listade i Catalogue of Life.